# Xingfu (socken i Kina, Hunan)
Xingfu (kinesiska: 幸福, 幸福乡) är en socken i Kina. Den ligger i provinsen Hunan, i den södra delen av landet, omkring 130 kilometer norr om provinshuvudstaden Changsha. Antalet invånare är 32942. Befolkningen består av 16 423 kvinnor och 16 519 män. Barn under 15 år utgör 11,0 %, vuxna 15-64 år 77 %, och äldre över 65 år 11,0 %.
Genomsnittlig årsnederbörd är 1 739 millimeter. Den regnigaste månaden är maj, med i genomsnitt 294 mm nederbörd, och den torraste är december, med 38 mm nederbörd.